# Pavel Churavý
Pavel Churavý (ur. 22 kwietnia 1977 w Libercu) – czeski narciarz, specjalista kombinacji norweskiej, zawodnik klubu ASO Dukla Liberec.

## Kariera
Pierwszy sukces na arenie międzynarodowej Pavel Churavý osiągnął 10 stycznia 1999 roku w Garmisch-Partenkirchen, gdzie w zawodach Pucharu Świata B (obecnie Pucharu Kontynentalnego) w sprincie zajął trzecie miejsce. W Pucharze Świata zadebiutował 26 lutego 2000 roku w Chaux-Neuve, gdzie zajął 44. miejsce w zawodach metodą Gundersena. Tym samym już w swoim debiucie wywalczył pierwsze pucharowe punkty (do sezonu 2001/2002 punktowało 45. zawodników). Na podium zawodów tego cyklu po raz pierwszy stanął 19 stycznia 2002 roku w Libercu, kończąc rywalizację w Gundersenie na drugiej pozycji. W zawodach tych rozdzielił Niemca Ronny'ego Ackermanna i Austriaka Mario Stechera. W kolejnych startach jeszcze trzykrotnie plasował się w najlepszej trójce: 11 stycznia 2009 roku w Val di Fiemme i 15 lutego 2009 roku w Klingenthal był trzeci w Gundersenie na dużej skoczni, a 23 stycznia 2010 roku w Schonach zajął drugie miejsce w Gundersenie na normalnej skoczni. Najlepsze wyniki osiągnął w sezonie 2009/2010, kiedy to zajął siódme miejsce w klasyfikacji generalnej.
W 2002 roku wystartował na igrzyskach olimpijskich w Salt Lake City, gdzie był piętnasty w sprincie, szesnasty w Gundersenie oraz dziewiąty w sztafecie. Na rozgrywanych cztery lata później igrzyskach w Turynie indywidualnie plasował się poza czołową dwudziestką, a w drużynie był ósmy. Najlepszy olimpijski wynik osiągnął podczas igrzysk olimpijskich w Vancouver w 2010 roku, gdzie rywalizację w Gundersenie na dużej skoczni ukończył na piątej pozycji. Był tam też ósmy w sztafecie oraz dwunasty w Gundersenie na normalnym obiekcie. Brał też udział w igrzyskach olimpijskich w Soczi w 2014 roku, zajmując między innymi siódme miejsce w zawodach drużynowych oraz 23. miejsce w Gundersenie na normalnej skoczni.
Już w 1999 roku wystąpił na mistrzostwach świata w Ramsau, gdzie indywidualnie plasował się pod koniec trzeciej dziesiątki, a w sztafecie Czesi zajęli ósme miejsce. Jeszcze siedmiokrotnie startował na imprezach tego cyklu, najlepsze wyniki osiągając na rozgrywanych w 2009 roku mistrzostwach świata w Libercu, zajmując szóste miejsce sztafecie, ósme w Gundersenie na dużej skoczni i dwunaste miejsce w starcie masowym. Dwunasty był też w Gundersenie na normalnej skoczni podczas mistrzostw świata w Val di Fiemme w 2013 roku.
Od sezonu 2010/2011 zawodowe uprawianie sportu utrudniały mu problemy zdrowotne. W 2015 roku zakończył karierę.
Żonaty, ma dwoje dzieci, mieszka w Libercu. Zna tylko jeden język - czeski.

## Osiągnięcia

### Igrzyska Olimpijskie
| Miejsce | Dzień     | Rok  | Miejscowość    | Konkurencja           | Wynik zwycięzcy | Strata  | Zwycięzca           |
| ------- | --------- | ---- | -------------- | --------------------- | --------------- | ------- | ------------------- |
| 16.     | 9 lutego  | 2002 | Salt Lake City | Gundersen K-90/15 km  | 39:11,7         | +3:59,6 | Samppa Lajunen      |
| 9.      | 14 lutego | 2002 | Salt Lake City | Sztafeta K-90/4x5 km  | 48:42,2         | +4:46,6 | Finlandia           |
| 15.     | 21 lutego | 2002 | Salt Lake City | Sprint K-120/7,5 km   | 16:40,1         | +1:17,9 | Samppa Lajunen      |
| 21.     | 11 lutego | 2006 | Pragelato      | Gundersen HS106/15 km | 39:44,6         | +3:29,6 | Georg Hettich       |
| 8.      | 15 lutego | 2006 | Pragelato      | Sztafeta HS134/4x5 km | 49:52,6         | +4:05,9 | Austria             |
| 31.     | 21 lutego | 2006 | Pragelato      | Sprint HS134/7,5 km   | 18:29,0         | +1:40,9 | Felix Gottwald      |
| 12.     | 14 lutego | 2010 | Vancouver      | Gundersen HS106/10 km | 25:47,1         | +41,6   | Jason Lamy Chappuis |
| 8.      | 23 lutego | 2010 | Vancouver      | Sztafeta HS140/4x5 km | 49:31,6         | +3:18,6 | Austria             |
| 5.      | 25 lutego | 2010 | Vancouver      | Gundersen HS140/10 km | 25:32,9         | +34,0   | Bill Demong         |
| 25.     | 12 lutego | 2014 | Soczi          | Gundersen HS106/10 km | 23:50,2         | +1:53,2 | Eric Frenzel        |
| 29.     | 18 lutego | 2014 | Soczi          | Gundersen HS140/10 km | 22:45,5         | +2:08,7 | Jørgen Gråbak       |
| 7.      | 20 lutego | 2014 | Soczi          | Sztafeta HS140/4x5 km | 47:13,5         | +2:22,6 | Norwegia            |

### Mistrzostwa świata
| Miejsce | Dzień     | Rok  | Miejscowość   | Konkurencja                     | Wynik zwycięzcy | Strata    | Zwycięzca           |
| ------- | --------- | ---- | ------------- | ------------------------------- | --------------- | --------- | ------------------- |
| 28.     | 20 lutego | 1999 | Ramsau        | Gundersen K-90/15 km            | 37:04,8         | +9:18,3   | Bjarte Engen Vik    |
| 8.      | 25 lutego | 1999 | Ramsau        | Sztafeta K-90/4x5 km            | 49:34,2         | +4:20,1   | Finlandia           |
| 29.     | 27 lutego | 1999 | Ramsau        | Sprint K-90/7,5 km              | 17:48,4         | +3:37,0   | Bjarte Engen Vik    |
| 23.     | 15 lutego | 2001 | Lahti         | Gundersen K-90/15 km            | 39:26,7         | ?         | Bjarte Engen Vik    |
| 7.      | 20 lutego | 2001 | Lahti         | Sztafeta K-90/4x5 km            | 48:54,1         | +2:52,4   | Norwegia            |
| 34.     | 21 lutego | 2003 | Val di Fiemme | Gundersen K95/15 km             | 37:54,2         | +6:08,0   | Ronny Ackermann     |
| 10.     | 24 lutego | 2003 | Val di Fiemme | Sztafeta K95/4x5 km             | 47:23,9         | +2:31,5   | Austria             |
| 14.     | 28 lutego | 2003 | Val di Fiemme | Sprint K120/7,5 km              | 18:47,8         | +1:13,1   | Johnny Spillane     |
| 16.     | 18 lutego | 2005 | Oberstdorf    | Gundersen HS100/15 km           | 38:56,2         | +1:14,9   | Ronny Ackermann     |
| 8.      | 23 lutego | 2005 | Oberstdorf    | Sztafeta HS137/4x5 km           | 49:45,5         | +7,1      | Norwegia            |
| 35.     | 27 lutego | 2005 | Oberstdorf    | Sprint HS137/7,5 km             | 20:15,6         | +3:18,9   | Ronny Ackermann     |
| 29.     | 23 lutego | 2007 | Sapporo       | Sprint HS134/7,5 km             | 17:40,2         | +3:09,9   | Hannu Manninen      |
| 7.      | 25 lutego | 2007 | Sapporo       | Sztafeta HS134/4x5 km           | 49:14,9         | +4:55,4   | Finlandia           |
| 23.     | 3 marca   | 2007 | Sapporo       | Gundersen HS100/15 km           | 38:35,6         | +3:56,6   | Ronny Ackermann     |
| 12.     | 20 lutego | 2009 | Liberec       | Start masowy HS100/10 km        | 276,0 pkt       | -29,8 pkt | Todd Lodwick        |
| 31.     | 22 lutego | 2009 | Liberec       | Gundersen HS100/10 km           | 24:22,3         | +3:29,0   | Todd Lodwick        |
| 6.      | 26 lutego | 2009 | Liberec       | Sztafeta HS134/4x5 km           | 48:32,3         | +2:56,6   | Japonia             |
| 8.      | 28 lutego | 2009 | Liberec       | Gundersen HS134/10 km           | 23:36,6         | +59,1     | Bill Demong         |
| DNS     | 26 lutego | 2011 | Oslo          | Gundersen HS106/10 km           | 25:19,2         | -         | Eric Frenzel        |
| 37.     | 2 marca   | 2011 | Oslo          | Gundersen HS134/10 km           | 25:31,6         | +3:53,8   | Jason Lamy Chappuis |
| 9.      | 4 marca   | 2011 | Oslo          | Sztafeta HS134/4x5 km           | 47:12,3         | +3:05,2   | Austria             |
| 12.     | 22 lutego | 2013 | Val di Fiemme | Gundersen HS106/10 km           | 29:13,2         | +55,7     | Jason Lamy Chappuis |
| 10.     | 24 lutego | 2013 | Val di Fiemme | Sztafeta HS106/4x5 km           | 57:34,0         | +5:06,7   | Francja             |
| 32.     | 28 lutego | 2013 | Val di Fiemme | Gundersen HS134/10 km           | 27:22,8         | +3:30,4   | Eric Frenzel        |
| 8.      | 2 marca   | 2013 | Val di Fiemme | Sprint drużynowy HS136/2x7,5 km | 35:37,9         | +1:55,7   | Francja             |

### Puchar Świata

#### Miejsca w klasyfikacji generalnej
- sezon 1999/2000: 44.
- sezon 2000/2001: 34.
- sezon 2001/2002: 20.
- sezon 2002/2003: niesklasyfikowany
- sezon 2003/2004: 25.
- sezon 2005/2006: 42.
- sezon 2006/2007: 57.
- sezon 2007/2008: 51.
- sezon 2008/2009: 10.
- sezon 2009/2010: 7.
- sezon 2010/2011: 47.
- sezon 2011/2012: 40.
- sezon 2012/2013: 35.
- sezon 2013/2014: 52.
- sezon 2014/2015: niesklasyfikowany

#### Miejsca na podium chronologicznie
| Nr | Data             | Miejscowość   | Konkurencja           | Wynik zwycięzcy | Pozycja | Strata | Zwycięzca           |
| -- | ---------------- | ------------- | --------------------- | --------------- | ------- | ------ | ------------------- |
| 1. | 19 stycznia 2002 | Liberec       | Gundersen HS120/15 km | 42:48,5         | 2.      | +1,9   | Bill Demong         |
| 2. | 11 stycznia 2009 | Val di Fiemme | Gundersen HS134/10 km | 27:33,1         | 3.      | +4,4   | Magnus Moan         |
| 3. | 15 lutego 2009   | Klingenthal   | Gundersen HS140/10 km | 27:04,4         | 3.      | +1,7   | Bill Demong         |
| 4. | 23 stycznia 2010 | Schonach      | Gundersen HS96/10 km  | 21:34,5         | 2.      | +2,1   | Jason Lamy Chappuis |

### Puchar Kontynentalny

#### Miejsca w klasyfikacji generalnej
- sezon 2012/2013: 27.
- sezon 2013/2014: nie brał udziału
- sezon 2014/2015: 53.

#### Miejsca na podium chronologicznie
| Nr | Data           | Miejscowość | Konkurencja           | Wynik zwycięzcy | Pozycja | Strata | Zwycięzca           |
| -- | -------------- | ----------- | --------------------- | --------------- | ------- | ------ | ------------------- |
| 1. | 16 lutego 2013 | Planica     | Gundersen HS139/10 km | 26:13,1 min     | 2.      | +2,3 s | Ole Martin Storlien |
| 2. | 17 lutego 2013 | Planica     | Gundersen HS139/10 km | 26:25,9 min     | 2.      | +1,7 s | Ole Martin Storlien |